# Эйслер, Эдмунд
Э́дмунд Самуэ́ль Э́йслер (или Айслер, нем. Edmund Samuel Eysler, 1874—1949) —  австрийский композитор, представитель неовенской оперетты.

## Биография
Эдмунд Эйслер родился в Вене, в семье еврея-торговца. Он собирался учиться на инженера, но знакомство с Лео Фаллем вызвало в нём интерес к музыке. Эйслер поступил в Венскую консерваторию, где изучал композицию под руководством Роберта Фукса, получил также образование преподавателя фортепиано и дирижёра.
Завершив консерваторию с отличием, он некоторое время преподавал игру на фортепиано. В 1898 году Эйслер женился на Польди Альнох (Allnoch), у них родились две дочери. С 1901 года работал в должности капельмейстера. Одновременно сочинял камерную музыку и фортепианные пьесы. Первыми театральными сочинениями Эйслера стали опера Fest auf Solhaug и балет Schlaraffenland.
В 1902 году Эйслер написал музыку для оперы «Ведьмино зеркало» (Der Hexenspiegel), однако дирекция Венской Оперы отказалась принять оперу, заявив, что музыка «слишком простая». Тогда Эйслер превратил оперу в оперетту «Bruder Straubinger»,  и в 1903 году она имела феерический успех. В главной роли выступил любимец венской публики Александр Жирарди. Песенка «Целоваться не грешно» (Küssen ist keine Sünd') из этой оперетты получила мировую известность. Этот успех ориентировал Эйслера на сочинение новых оперетт, значительная часть которых была хорошо принята публикой. Чаще всего оперетты Эйслера ставились в венском «Бюргертеатре».

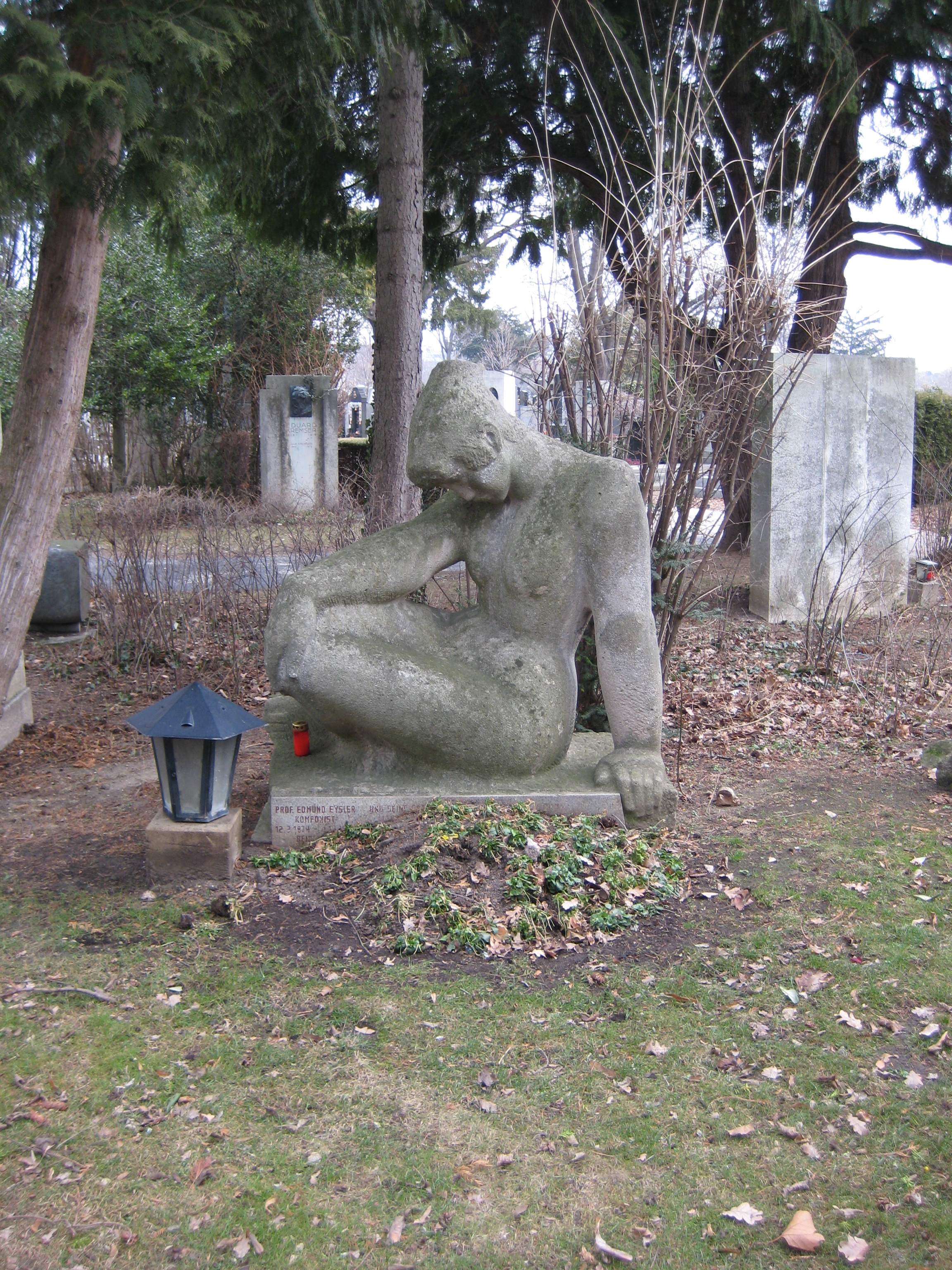
Могила Эйслера. Центральное кладбище Вены

После нацистской оккупации Австрии (1938) оперетты Эйслера и других еврейских авторов были запрещены. Эйслер, не успевший эмигрировать, скрывался у друзей. Некоторую защиту давало ему ранее полученное звание почётного гражданина Вены. Эйслеру удалось пережить годы войны, он даже написал ещё одну оперетту «Венская музыка», имевшую большой успех (1947, тот же Бюргертеатр). К 75-летию композитора его наградили знаком «Почётное кольцо», а памятная доска на месте рождения, которая была снята во времена нацистов, была восстановлена.
Эйслер умер 4 октября 1949 года в Вене в результате несчастного случая на сцене и был похоронен на Центральном кладбище Вены. В общей сложности он написал более 60 оперетт, За пределами немецкоязычных стран успех его оперетт был менее выражен, потому что музыка Эйслера была отчётливо основана на австрийской мелодике. Самыми популярными опереттами Эйслера считаются «Золотых дел мастерица» (1927) и «Венская музыка» (1947).

## Награды
- 1927: звание почётного гражданина города Вены.
- 1934: золотой символ почёта Австрийской республики (Träger des Goldenen Ehrenzeichens der Republik Österreich.
- 1949: кольцо почёта города Вены (Ehrenring der Stadt Wien).
- 1955: его именем названа улиа Eyslergasse, Хитцинг.

## Творчество

### Оперы
- Ведьмино зеркало (Der Hexenspiegel), 1900.
- Fest auf Solhaug,

### Оперетты
- Банкет Лукулла ( Das Gastmahl des Lucullus), 1901
- Братья Штраубингер (Bruder Straubinger), 1903
- Die Schützenliesel, 1905
- Кровь художника (Künstlerblut), 1906
- Вера Виолетта (Vera Violetta), 1907
- Счастливая свинка (Das Glücksschweinchen), 1908
- Иоанн Второй (Johann der Zweite), 1908
- Бессмертный бродяга (Der unsterbliche Lump), 1910
- Дитя цирка (Das Zirkuskind), 1911
- Пожиратель женщин (Der Frauenfresser), 1911
- День в раю (Ein Tag im Paradies), 1913
- Der lachende Ehemann, 1913
- Ханни танцует (Hanni geht tanzen!), 1916
- Елена благочестивая (Die fromme Helene), 1921
- Золотых дел мастерица (Die gold'ne Meisterin), 1927
- Возлюбленная Дуная (Donauliebchen), 1932
- Венская музыка (Wiener Musik), 1947